# Parasyrisca iskander
Parasyrisca iskander Ovtsharenko, Platnick & Marusik, 1995 è un ragno appartenente alla famiglia Gnaphosidae.

## Etimologia
Il nome della specie deriva dalla località di rinvenimento degli esemplari: Iskander, località tagica a nord del lago cinese di Karakul.

## Caratteristiche
L'olotipo femminile rinvenuto ha lunghezza totale è di 6,90mm; la lunghezza del cefalotorace è di 3,20mm; e la larghezza è di 2,48mm.

## Distribuzione
La specie è stata reperita in Tagikistan: l'olotipo femminile è stato rinvenuto ad un'altitudine di 2450 metri nella località di Iskander, appartenente alla Provincia Autonoma di Gorno-Badachšan, alcuni Km a nord del lago cinese di Karakul.

## Tassonomia
Al 2015 non sono note sottospecie e dal 1995 non sono stati esaminati nuovi esemplari.